# آپاتودون
آپاتودون(نام علمی: Apatodon) نام یک سرده از سرده الوسور است.